# Butterfly (singel Mariah Carey)
Butterfly – piosenka wyprodukowana i napisana przez Mariah Carey i Waltera Afanasieffa na siódmy album Carey Butterfly.

## Historia piosenki
Jest to ballada, która zawiera elementy popu i gospel, ale docelowo tekst napisała na piosenkę, którą skomponowała wraz z Davidem Moralesem. Fly Away (Butterly Reprise), jest utworem w stylu popowo-housowym i gdy zdała sobie sprawę z wymowy tekstu, uznała, że tekst jest bardzo osobisty i postanowiła skomponować nową piosenkę wraz z Walterem Afanasieffem W tekście Carey komentuje: „Był rok 1997 i właśnie rozwodziłam się z Tommym Mottolą. Napisałam „Butterfly” marząc o tym, by tak do mnie mówił.”
Piosenka została wydana jako drugi singel albumu „Butterfly”. Tylko w niewielu krajach został on wydany komercyjnie. Osiągnął umiarkowany sukces na listach airplay, Rhytmic Top 40, Adult Contemporary i Mainstream Top 40, znalazł się na 16. miejscu Hot 100 Airplay. Butterfly nie osiągnął też sukcesu poza Stanami Zjednoczonymi – zdobył 22. miejsce w Wielkiej Brytanii i 27 pozycje w Australii. We Francji i w Niemczech nie udało mu się wejść do pierwszej 40.
Butterfly był nominowany do 1998 Grammy Awards za Najlepszą Żeńską Piosenkę.

## Teledysk
Teledysk został nakręcony przez Mariah i Daniela Pearla. Koncepcja teledysku zakładała, przeniesienie głębi tekstu na obraz. Obraz miał być inspirowany spektaklem Tennessee Williamsa Baby Doll i snem artystki. Tekst, jak sama autorka podkreślała, jest bardzo osobisty i dlatego postanowiła odzwierciedlić go swoimi odczuciami. W piosence przyrównuje miłość do wolnego motyla, który rozwija skrzydła i leci przez świat, a kiedy wraca to daje dowód, że przywiodła go z powrotem prawdziwe uczucie. Chce dać do zrozumienia, że w miłości nie ma miejsca na zakazy i ograniczania, gdyż one zadeptują jej żar.
Sytuacja rozgrywa się w starym domu, mężczyzna odchodzi, jednak przez dziurkę w murze podgląda ją i widzimy na starej kanapie leży Mariah i rozmyśla o tym jak powinna wyglądać prawdziwa miłość. Kiedy rozmyśla, nie może znaleźć sobie miejsca, znajduje się przy oknie i spogląda na swojego konia. W pewnym momencie zbiegając po schodach podejmuje decyzje, że mimo tego, że uwielbia swojego konia, powinna zwrócić mu wolność i pozwolić mu żyć, jak chce wśród swoich. Końcowa scena pokazuje Mariah na polanie wśród wysokiej trawy otoczonej drzewami, która jakby przeżywała oczyszczenie ze słuszności swojego postępowania.

## Remixografia
David Morales jest producentem remixów housowej wersji Butterfly. Fly Away (Butterfly Reprise) jest osobnym utworem pochodzącym z Butterfly, ale ich historia jest wspólna, gdyż tekst do Butterfly pierwotnie był napisany do Fly Away. Gdy Mariah zdała sobie sprawę z jego znaczenia, postanowiła skomponować balladę wraz z Walterem, a dla pierwowzoru jeszcze raz napisać tekst. Pozostałe remixy zostały utrzymane w klimacie latynoskim, a same remixy ukazały się tylko na wersji brazylijskiej i meksykańskiej.
Butterfly
1. Album Version 04:34
2. Memê Club Radio 04:18
3. Memê Latin Beats 06:00
4. Memê’s Extended Club Mix Part 1 & 2 08:40
5. Extended Instrumental 08:40
6. Classic Bossa Nova 04:10
7. Radio Instrumental 04:18
8. Sambaterfly Edit 04:35
9. Sambaterfly 08:20
10. Sambaterfly For Clubbers 08:20
11. TV Track 08:43
12. TV Track Short 04:21

Produkcja i aranżacja: Mariah Carey, Walter Afanasieff
Tekst: Mariah Carey
Muzyka: Mariah Carey, Walter Afanasieff
2–5; Remix, produkcja, bębny i klawisze: Memê for Masterkeys Productions, Inc.
Klawisze: Hiroshi Mizutani
Perkusja: Cidinho
6–12; Remix, produkcja: DJ Ippocratis „Grego” Bournellis wraz z Fernando Moraes i Ivo De Carvalho for Man’s At Work Productions, Inc
Inż muzyczny: Marcelo Anez
Fly Away (Butterfly Reprise)
1. Album Version 03:49
2. Fly Away Club Mix 09:52
3. Def „B” Fly Mix 08:46

Produkcja: Mariah Carey, David Morales
Tekst: Mariah Carey, Elton John, Bernie Taupin
Remix: David Morales, Satoshi Tomiie

## Singel
- Austria 5″ CD #SAMPCS 4740, #XPCD 930
- Brazylia 5″ CD #899.423

1. Butterfly (Album Version)

- Austria 5″ CD #665095 1
- Meksyk 5″ CD #PRCD 97128
- USA 5″ CD #CSK 2438
- Wielka Brytania MC #665336 4

1. Butterfly (Album Version)
2. Fly away (Butterfly reprise) (Fly Away Club Mix)

- Austria 5″ CD #665095 2
- Południowa Afryka 5″ CD #CDSIN 238 I
- Holandia 12″ LP #665095 6

1. Butterfly (Album Version)
2. Fly away (Butterfly reprise) (Album Version)
3. Fly away (Butterfly reprise) (Fly Away Club Mix)
4. Fly away (Butterfly reprise) (Def ‘B’ Fly Mix)

- Austria 5″ CD #665336 2

1. Butterfly (Album Version)
2. Fly away (Butterfly reprise) (Album Version)
3. Fly away (Butterfly reprise) (Fly Away Club Mix)
4. The roof (Remix with Mobb Deep)

- Auastralia 5″ CD #665120 2, MC #665120 8

1. Butterfly (Album Version)
2. Fly away (Butterfly reprise) (Album Version)
3. Fly away (Butterfly reprise) (Fly Away Club Mix)
4. Fly away (Butterfly reprise) (Def ‘B’ Fly Mix)
5. Honey (Morales Dub)

- Japonia 3″ CD #SRDS 8334

1. Butterfly (Album Version)
2. The Roof (Album Version)
3. The Roof (Mobb Deep Mix)

- Austria 5″ CD #665336 5

1. Butterfly (Album Version)
2. One Sweet Day (Live)
3. Hero (Spanish Version)
4. Without You (Album Version)

- USA 12″ LP #CAS 4228

1. Fly away (Butterfly reprise) (Fly Away Club Mix)
2. Honey (Rascal Dub)
3. Fly away (Butterfly reprise) (Def ‘B’ Fly Mix)
4. Honey (Def Rascal Anthem)

- USA „The Brazilian’s Remixes” 12" LP #VIN-003

Memê's side
1. Butterfly (Memê's Extended Club Mix Part 1&2)
2. Butterfly (Memê's Latin Beats)

Grego’s side
1. Butterfly (Sambatterfly)
2. Butterfly (Sambatterfly For Clubbers)

- Brazylia „The Memê Remixes” 5" CD #899.500

1. Butterfly (Memê's Extended Club Mix)
2. Butterfly (Memê Club Radio)
3. Butterfly (Memê Latin Beats)
4. Butterfly (TV Track)
5. Butterfly (TV Track Short)
6. Butterfly (Instrumental)
7. Butterfly (Radio Instrumental)

- Meksyk „The Remixes” 5" CD #PRCD 97251

1. Butterfly (Sambatterfly Edit)
2. Butterfly (Memê Club Radio)
3. Butterfly (Memê's Extended Club Mix – Part 1 & 2)
4. Butterfly (Sambatterfly)
5. Butterfly (Memê Latin Beats)
6. Butterfly (Sambatterfly For Clubbers)
7. Butterfly (Classic Bossa Nova)
8. Butterfly (Album Version)

- Australia 12" LP #ML 10518
- Holandia 12" LP #XPR 2378

1. Fly away (Butterfly reprise) (Fly Away Club Mix)
2. Fly away (Butterfly reprise) (Def ‘B’ Fly Mix)

## Pozycje na listach przebojów
| Lista (1997)                             | Najwyższa pozycja |
| ---------------------------------------- | ----------------- |
| U.S. Billboard Hot 100 Airplay           | 16                |
| U.S. Billboard Hot R&B/Hip-Hop Airplay   | 27                |
| U.S. Billboard Mainstream Top 40         | 14                |
| U.S. Billboard Rhythmic Top 40           | 8                 |
| U.S. Billboard Adult Top 40              | 35                |
| U.S. Billboard Adult Contemporary        | 11                |
| U.S. Billboard Hot Dance Music/Club Play | 13                |
| U.S. ARC Weekly Top 40                   | 2                 |
| UK Singles Chart                         | 22                |
| Sweden Top 60 Singles                    | 24                |
| Australia ARIA Singles Chart             | 27                |
| France Top 100 Singles                   | 43                |
| Germany Singles Chart                    | 76                |